# Kloster San Tommaso dei Borgognoni (Torcello)
Kloster San Tommaso dei Borgognoni ist ein ehemaliges Zisterzienserkloster in Venetien, Italien. Es lag auf der Insel Torcello in der Lagune von Venedig wohl rund 150 m nördlich vom heutigen Schiffanleger am Canale Borgognoni und wurde 1669 in das inselstädtische Gebiet von Venedig verlegt.

## Geschichte

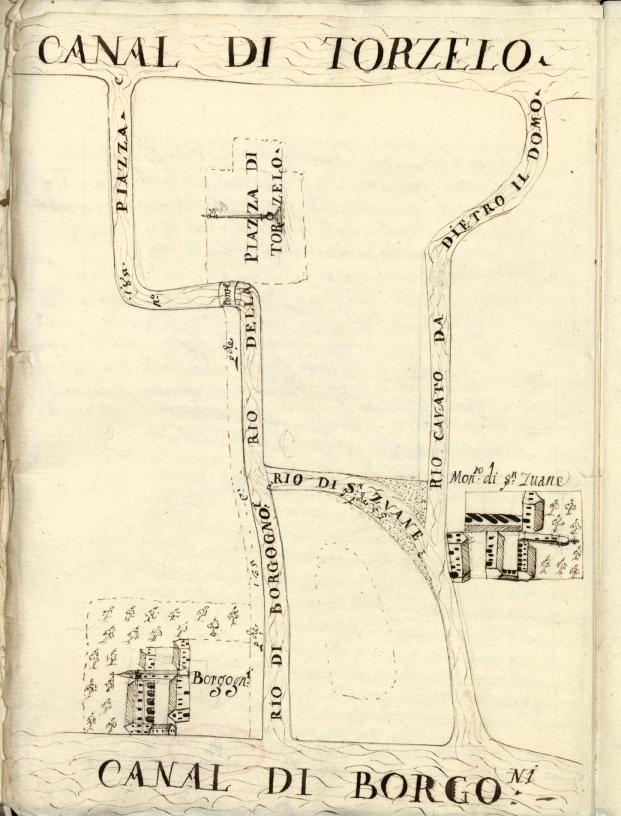
Lageplan aus dem 17. Jahrhundert

Die Anfänge des Klosters gehen auf eine dem Apostel Thomas geweihte Kirche in Torcello zurück, bei der sich gegen das Jahr 1200 eine Kanonikergemeinschaft bildete. Im Jahr 1206 erfolgte die Inkorporation als Abtei in den Zisterzienserorden. Die Mönche kamen aus Kloster Rosières im heutigen Frankreich, das ein Tochterkloster von Kloster Bellevaux aus der Filiation der Primarabtei Morimond war. Das Kloster erhielt nach der Herkunft der Mönche seinen Namen. Schon im Jahr 1208 entsandte der erste Abt Lorenzo einen Konvent zur Besiedelung des Klosters Sanctus Stephanus bei Konstantinopel, das seit dem Vierten Kreuzzug zum Lateinischen Kaiserreich Konstantinopel gehörte. Torcello besiedelte zwei weitere Klöster auf der venezianisch gewordenen Insel Kreta, und zwar Kloster Gergeri und – wohl 1271 – das ihm bereits 1230 überlassene Kloster Sancta Maria Varangorum. 1497 trat Kloster Torcello der lombardischen Provinz der italienischen Zisterzienserkongregation bei. Da die Statik der Klostergebäude mit dem Verfall von Torcello, das sich ab dem 14. Jahrhundert zunehmend entvölkerte, gelitten hatte, übersiedelten die Mönche im Jahr 1669 in das frühere Humiliatenkloster S. Maria dell’Orto (Madonna dell’Orto) am nördlichen Rand von Venedig, dessen Kirche um 1350 begonnen worden war. Mit dem Ende der Republik Venedig am Ende des 18. Jahrhunderts (1797) endete auch die Zisterzienserniederlassung.

## Anlage und Bauten
In einem Privathaus ist noch heute ein Teil der Sakristei des Klosters erhalten, in der Nähe wurden bei Ausgrabungen Anfang des 19. Jahrhunderts die Fundamente einer sehr alten Kirche wiederentdeckt, die bis heute nicht zugeordnet werden konnten.